# La strada del Sole (libro)
La strada del Sole è un libro autobiografico scritto da Francesco Lorenzi, autore e cantante della band The Sun, pubblicato il 7 maggio 2014.
Il libro ripercorre la storia personale dell'autore, inquadrando le vicende che hanno portato la sua band, i Sun Eats Hours, a passare attraverso vari conflitti interni, fino a coinvolgere tutti i componenti del gruppo in una svolta spirituale determinata dal Cristianesimo; racconta poi dei primi anni vissuti dal gruppo sotto il nuovo nome di The Sun.

## Storia editoriale

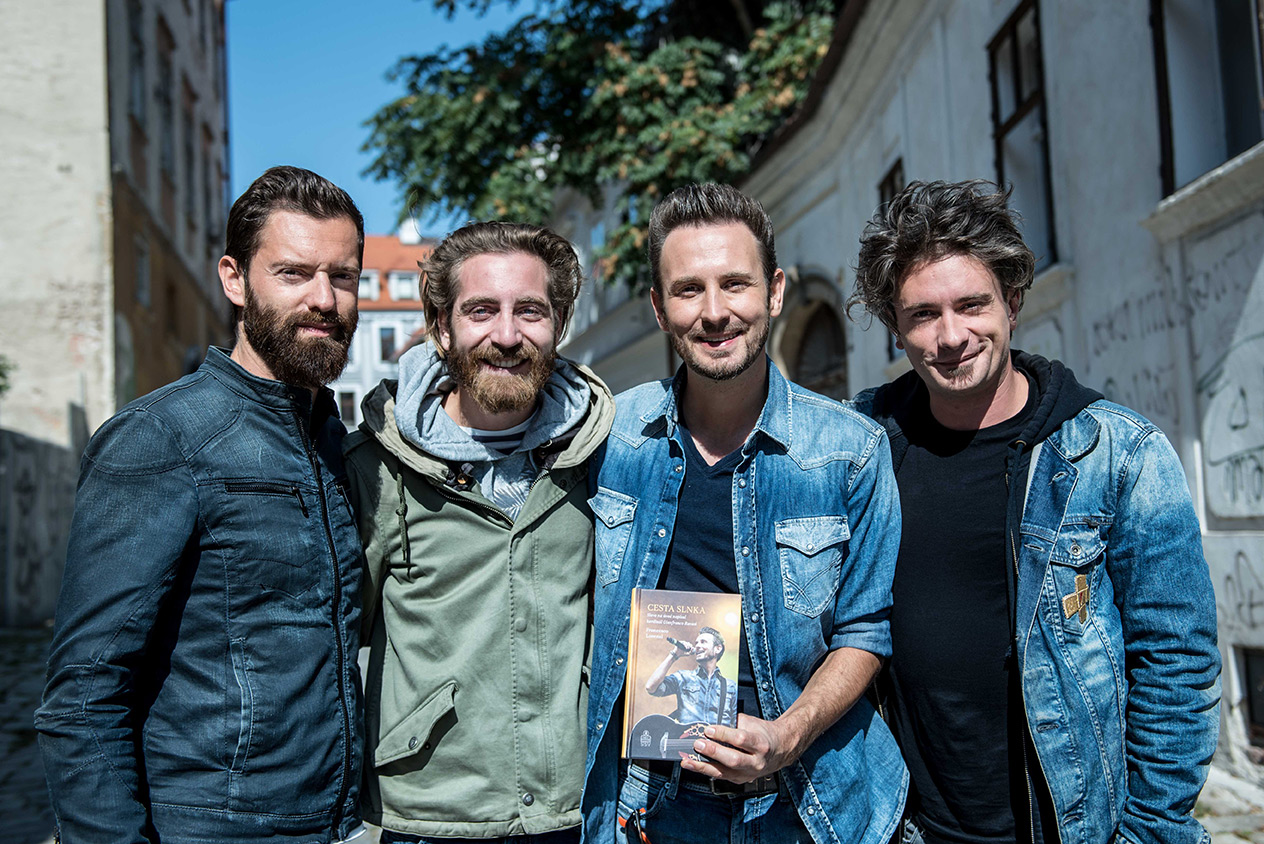
I The Sun a Bratislava per l'uscita di Cesta Slanka in Slovacchia

Tra la primavera e l'estate del 2013 Lorenzi ha ricevuto proposte da vari editori per scrivere un libro autobiografico sull'esperienza sua e del gruppo; l'offerta di Rizzoli, arrivata il 30 ottobre, ha prevalso su altre due proposte editoriali ed è stata accettata il 21 novembre 2013. La pubblicazione del libro è stata annunciata ai fan della band durante un concerto a Betlemme il 9 aprile 2014, in occasione del pellegrinaggio Un invito, poi un viaggio.
Il libro viene presentato il 9 maggio 2014 al Salone Internazionale del Libro di Torino insieme a don Antonio Mazzi. L'edizione ebook debutta al secondo posto delle biografie su iTunes.
La versione italiana del libro ha raggiunto la 10ª ristampa nel marzo 2020.
La strada del Sole è stato tradotto in altre sette lingue: vede la sua prima pubblicazione estera in Spagna, il 1º ottobre 2014, edito dal Grupo Loyola Mensajero. Nei primi mesi del 2015 il libro viene pubblicato in America Latina (San Pablo) e in Portogallo (Paulinas), dove viene presentato – il 1º agosto – in occasione dell'esibizione al Festival Jota.
Ad agosto 2016 il libro viene pubblicato in lingua francese per il mercato di Francia e Belgio; segue la pubblicazione, a settembre, in Slovenia e Slovacchia e, nel gennaio 2017, in Croazia.
Il 17 novembre 2020 l'editore pubblica una seconda edizione nella collana BUR, tascabile e con l'aggiunta di un capitolo inedito.

## Struttura
Il libro è suddiviso in 27 capitoli. Viene introdotto dalla prefazione del cardinale Gianfranco Ravasi e si conclude con una postfazione e i ringraziamenti.
Con l'edizione ebook si ha accesso a tre appendici scritte dagli altri componenti della band (Boston, Lemma e Ricky) – che raccolgono le personali impressioni e le emozioni suscitate dalla lettura del libro – e a una versione acustica della canzone San Salvador.
Nell'edizione cartacea tascabile vengono aggiunte le tre appendici e un nuovo capitolo dell'autore (scritto nel luglio 2020) contenente un bilancio sui sette anni trascorsi dalla prima pubblicazione del libro e una riflessione sulla società contemporanea.

## Contenuto
Nel 1997 nascono i Sun Eats Hours, la prima band di Francesco Lorenzi. Sono quattro giovanissimi vicentini, desiderosi di fare della musica la propria professione. Dopo qualche anno, hanno già all'attivo quattro dischi in inglese, più di trecento concerti tra Europa e Giappone, migliaia di fan del loro punk melodico e il premio come Miglior punk rock band italiana nel mondo. Di contro alle soddisfazioni sul palco, la loro vita si smarrisce dietro a vari eccessi tra cui droga, alcool e sesso.
Francesco entra allora in una profonda crisi: sente che così non può più andare avanti, che il legame tra i componenti della band si sta perdendo e che manca una vera ispirazione. Quello è il momento della svolta: attraverso una serie di quelle che l'autore chiama “Dioincidenze” Francesco incontra il Cristianesimo e rinasce, come uomo e come artista. Comincia a scrivere canzoni in italiano e, dopo un percorso tortuoso, riesce ad allontanare i suoi amici dalle loro dipendenze, riportando al centro del gruppo il valore dell'amicizia. Insieme decidono di cambiare il nome della band in The Sun, perché guidati da un Sole che illumina il loro cammino.

## Edizioni
- La strada del Sole, Rizzoli, 2014, ISBN 978-88-17-07525-1.
- La strada del Sole, collana Biblioteca Universale Rizzoli, Rizzoli, 2020, ISBN 978-88-17-10563-7.

Traduzioni
- (ES) El camino del Sol, Grupo Loyola Mensajero, 2015.
- (ES) El camino del Sol, San Pablo Ed, 2015.
- (PT) A estrada do Sol, Paulinas, 2015.
- (FR) La route du Soleil, Editiones Jésuites – Fidélité, 2016.
- (SL) Sončna Cesta, Druzina, 2016.
- (SK) Cesta Slanka, Spolok Svätého Vojtecha, 2016.
- (HR) Cesta Sunca, Naklada Benedikta, 2017.